# Nouă luni
Nouă luni (titlu original: Nine Months) este un film american de comedie romantică din 1995 regizat de Chris Columbus. Rolurile principale au fost interpretate de actorii Hugh Grant, Julianne Moore, Tom Arnold, Joan Cusack, Jeff Goldblum și Robin Williams. Pelicula este o refacere americană a filmului franțuzesc Neuf mois și este primul rol al lui Hugh Grant într-un film american. A fost filmat în San Francisco Bay Area. Coloana sonoră originară este compusă de  Hans Zimmer.

## Distribuție
- Hugh Grant - Samuel Faulkner
- Julianne Moore - Rebecca Taylor-Faulkner
- Tom Arnold - Marty Dwyer
- Joan Cusack - Gail Dwyer
- Jeff Goldblum - Sean Fletcher
- Robin Williams - Dr. Kosevich
- Mia Cottet - Lili
- Joey Simmrin - Truman
- Ashley Johnson - Shannon Dwyer
- Alexa Vega - Molly Dwyer
- Aislin Roche - Patsy Dwyer
- Zelda Williams - Little Girl No. 3 in Ballet Class
- Charles Martinet - Arnie
- Kristin Davis - Tennis Attendant
- Priscilla Alden - Older Woman

## Primire
A avut încasări de 138,5 milioane $.

## Coloană sonoră
- "The Time of Your Life"
  - Scris de Steve Van Zandt
  - Interpretat de Little Steven
- "These Are the Days"
  - Scris și interpretat de Van Morrison
- "Let's Get It On"
  - Scris de Marvin Gaye și Ed Townsend
  - Interpretat de Marvin Gaye
- "Baby, I Love You"
  - Scris de Phil Spector, Ellie Greenwich și Jeff Barry
  - Interpretat de The Ronettes
- "Turn Back the Hands of Time"
  - Scris de Bonnie F. Thompson și Jack Daniels
  - Interpretat de Tyrone Davis
- "19th Nervous Breakdown"
  - Scris de Mick Jagger și Keith Richards
  - Interpretat de The Rolling Stones